# 後勃固王朝
後勃固王朝，又譯後白古王朝，即復興漢達瓦底王國，是18世紀中葉短暫存在的一個孟族政權，其統治地域位於下緬甸以及上緬甸的部份地區。
復興漢達瓦底王國是由孟族叛亂者於1740年建立的，其首都位於勃固，宣稱是對勃固王朝（漢達瓦底王國）的延續。這個國家曾於1751年入侵上緬甸。1752年，新興的緬甸貢榜王朝發起對該國的戰爭，最後在1757年消滅了這個國家。